# Sceloporus slevini
Sceloporus slevini este o specie de șopârle din genul Sceloporus, familia Phrynosomatidae, descrisă de Smith 1937. A fost clasificată de IUCN ca specie cu risc scăzut. Conform Catalogue of Life specia Sceloporus slevini nu are subspecii cunoscute.